# Jock West
John Milns “Jock” West, MBE  (Belvedere, 28 februari 1909 - 6 juni 2004) was een Brits motorcoureur. West werd geboren in de Londense wijk Belvedere en had een Engelse vader en een Schotse moeder. 

## Carrière
Jock West begon zijn racecarrière met grasbaanraces op een Ariel. De tuner Laurence Hartley wist de 557 cc Ariel zijklepper op te voeren tot Jock West er op Brooklands 82,24 mph (132,3 km/h) over de vliegende kilometer mee haalde en met een mengsel van alcohol zelfs 96 mph (ruim 150 km/h). In grasbaanraces haalden Hartley en West prijzen met de kopklep-Ariels.
In 1931 werd West al door de Ariel-fabriek gesponsord om deel te nemen aan de Manx Grand Prix. Zowel in 1931 als 1932 viel hij met de Ariel uit in de Senior-klasse (500 cc) van de MGP. In 1933 nam hij met een AJS deel aan de 350cc-klasse van de Isle of Man TT (de Junior TT). Hij viel opnieuw uit maar zijn prestaties vielen op bij de kersverse directeur van Triumph, Edward Turner. Turner huurde hem in als fabriekscoureur. West startte in de Senior TT met een Triumph in 1934 en 1935, maar viel weer beide malen uit. In 1936 passeerde hij voor het eerst de finish van de Junior TT, als vijftiende met een NSU. In 1936 werd hij achtste in de Senior TT met een Vincent-HRD. Daarna werd hij verkoopdirecteur van BMW. Met een BMW RS 500 won hij de Ulster Grand Prix van 1937. Dat was de eerste keer dat een niet-Britse motorfiets de 500cc-klasse op het Clady Circuit won. In 1938 won hij de Ulster Grand Prix opnieuw en in de Senior TT werd hij vijfde. In 1939 werd hij in de Senior TT tweede achter zijn Duitse teamgenoot Schorsch Meier. 

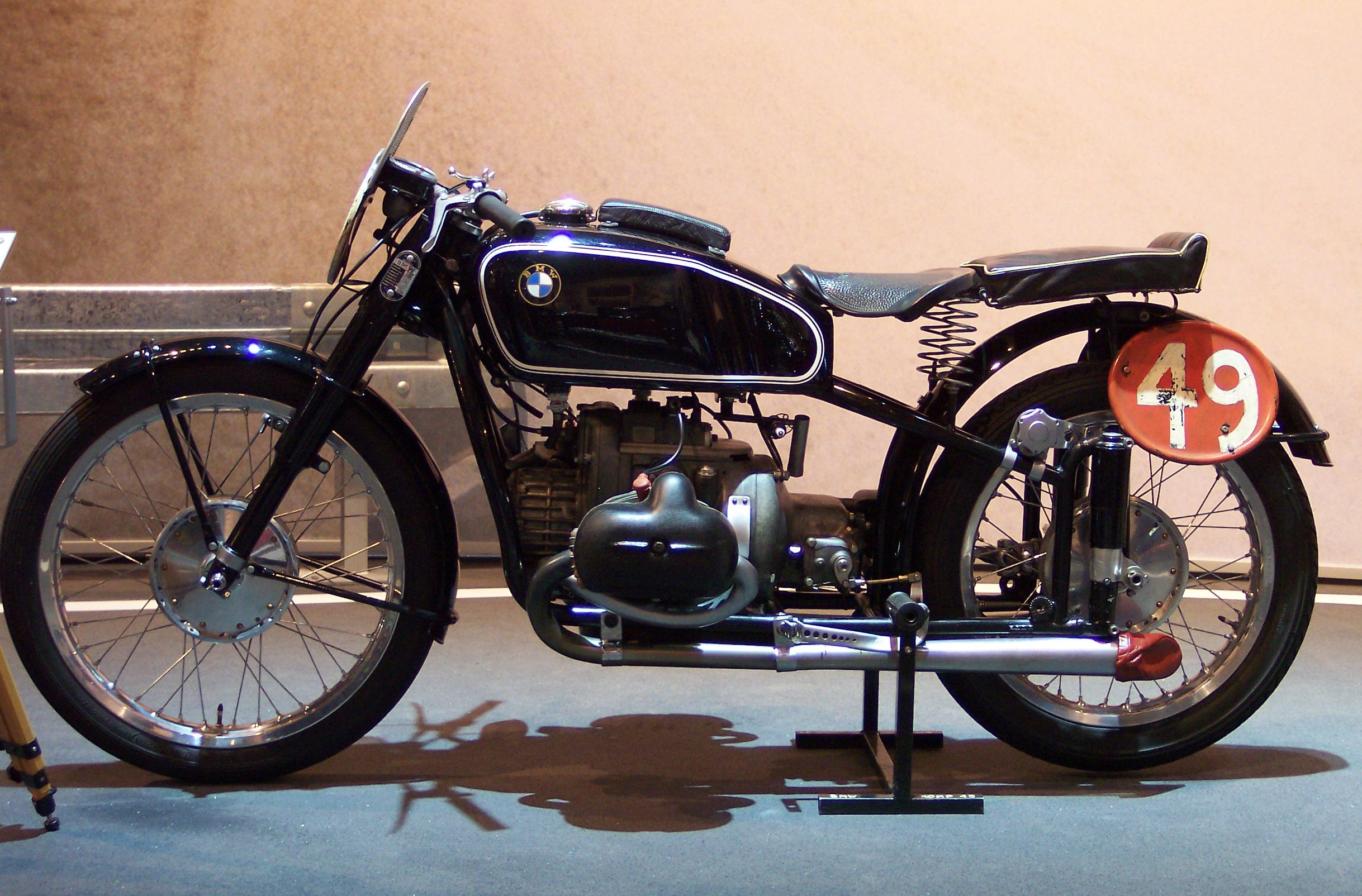
BMW RS 500 met compressor uit 1938

### Tweede Wereldoorlog
Tijdens de Tweede Wereldoorlog diende West bij de Royal Air Force en hij bereikte de rang van Wing Commander (Luitenant-Kolonel). Hij had de leiding over werkplaatsen waar gecrashte vliegtuigen hersteld of herbouwd werden. Hij werd hiervoor onderscheiden met een benoeming tot Lid in de Orde van het Britse Rijk.

### Na de oorlog

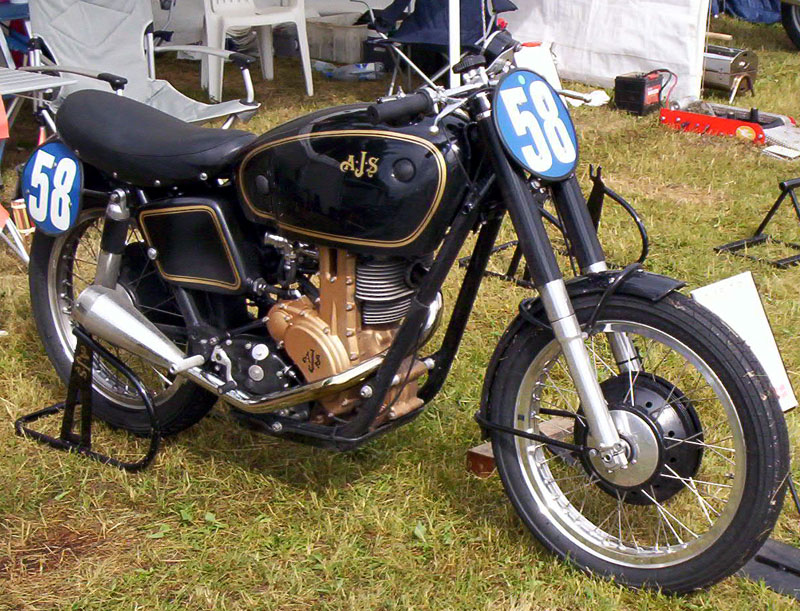
De eerste versie van de AJS 7R Boy Racer

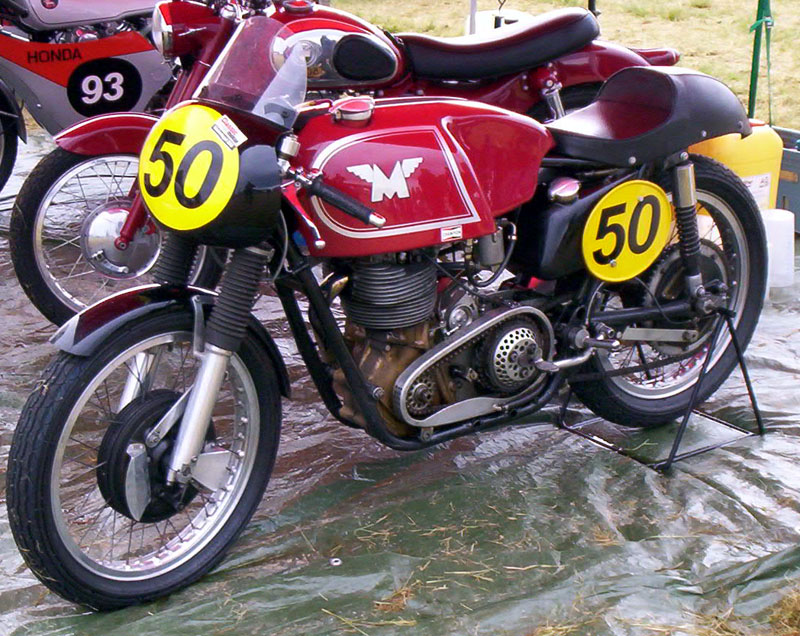
Matchless G50

Tijdens de oorlog werd er niet geracet, en eigenlijk kwam het eerste echte seizoen pas in 1947 van de grond, maar een jaar eerder werden al enkele kleine wedstrijden georganiseerd. In Chimay wist Jock West, inmiddels verkoopmanager bij Associated Motor Cycles, zelfs te winnen met de AJS V4 met compressor, maar in Albi viel hij uit door een uitgelopen big-end lager. De machine die West reed was vóór de oorlog bereden door Walter Rusk, die de oorlog niet overleefd had. West was daardoor een van de weinigen die een goede vergelijking tussen de compressormotoren van AJS en BMW konden maken. Toen de Britse fabrikanten de FIM overtuigden om compressoren te verbieden, werd Jock West de eerste testrijder met de AJS Porcupine. In 1947 startte hij ermee in de Senior TT, maar door technische problemen viel hij terug naar de veertiende plaats. Hij reed wel de snelste raceronde. 
Na de oorlog richtte AJS zich vooral op de 500cc-klasse met de AJS Porcupine, maar Jock West vond dat er ook een 350 cc productieracer moest komen die voor iedereen te koop was. De machine werd ontworpen door Phil Walker en ontwikkeld door Jack Williams, maar ongetwijfeld bleef West een grote bijdrage in de ontwikkeling leveren. Hij had tenslotte ook ervaring als motorcoureur en hij testte de machine persoonlijk in 1948 in Brands Hatch, dat toen nog niet meer dan een grasbaan was. Bij zijn introductie in het voorjaar van 1948 was de AJS 7R Boy Racer meteen een succes. Niet alleen waren de resultaten van de privérijders overtuigend, zowel Norton als Velocette kregen het niet voor elkaar een behoorlijke "toonbankracer" te bouwen, waardoor klanten als vanzelfsprekend bij de AJS terechtkwamen. Tot ver in de jaren zestig was de AJS 7R daardoor een ideale machine voor beginnende- en amateurcoureurs, zowel in het Verenigd Koninkrijk, het Eiland Man als op het continent.
In 1948 werd West met een AJS 7R dertiende in de Junior TT en met de Porcupine viel hij uit in de Senior TT. 
In het wereldkampioenschap van 1949 en 1950 startte Jock West alleen in de Ulster Grand Prix. Hij werd met de AJS in beide jaren vijfde. Hierna beëindigde Jock West zijn racecarrière op 41-jarige leeftijd. Hij bleef tot 1961 bij AMC werken en ging daarna terug naar BMW. In zijn jaren bij AMC was hij rond 1957 ook de initiatiefnemer voor de Matchless G50. Die machine moest de geflopte Matchless G45 vervangen door eenvoudig een AJS 7R frame te voorzien van een opgeboord AJS 7R motorblok. 

## Trivia
- Toen Edward Turner Jock West in 1931 een contract bij Triumph aanbood moeten ze elkaar al gekend hebben. West reed voor Ariel, maar dat was eigendom van de industrieel Jack Sangster. Turner werkte bij Ariel maar toen Sangster in 1931 Triumph overnam benoemde hij Edward Turner tot directeur. Triumph was echter geen "racemerk" en zou dat onder leiding van Turner ook nooit worden.
- In 1939 was West betrokken het contract dat Les Graham bij Velocette kreeg. Hij had Graham zien rijden met een CTS tijdens de Isle of Man TT en legde het contact met Velocette, hoewel hij voor zover bekend geen relaties met het merk had. West was in dat jaar fabrieksrijder voor BMW, maar had het contact met BMW waarschijnlijk verbroken vanwege de oorlogsdreiging. De invloed die hij bij Velocette had kwam waarschijnlijk doordat hij al een belangrijke persoonlijkheid in de Britse motorfietsindustrie was geworden. Fabriekscoureur voor BMW werd je als Brit niet zomaar, en West kende intussen ook de techniek van de compressormotoren van BMW.
- Dat Jock West in zijn tijd bij Associated Motor Cycles bemoeienis met AJS én Matchless had kwam omdat AMC een samenwerkingsverband tussen die merken was. Ook Norton, James en zelfs het Amerikaanse merk Indian hoorden daar in de jaren vijftig bij.

## Isle of Man resultaten
| Jaar       | Klasse    | Team    | Motorfiets            | Plaats |                                            | Winnaar |
| ---------- | --------- | ------- | --------------------- | ------ | ------------------------------------------ | ------- |
| MGP 1931   | Senior    | Ariel   | Ariel                 | DNF    | Jock Muir, Norton CS1                      |         |
| MGP 1932   | Senior    | Ariel   | Ariel                 | 20e    | Norman Gledhill, Norton CS1                |         |
| IOMTT 1933 | Junior TT | Privé   | AJS 7R                | DNF    | Stanley Woods, Norton CJ1                  |         |
| IOMTT 1934 | Senior TT | Triumph | Triumph               | DNF    | Jimmie Guthrie, Norton CS1                 |         |
| IOMTT 1935 | Junior TT | Privé   | NSU SS 350            | 15e    | Jimmie Guthrie, Norton CJ1                 |         |
| IOMTT 1935 | Senior TT | Triumph | Triumph               | DNF    | Stanley Woods, Moto Guzzi Bicilindrica 500 |         |
| IOMTT 1936 | Senior TT | Privé   | Vincent-HRD           | 8e     | Jimmie Guthrie, Norton CS1                 |         |
| IOMTT 1937 | Senior TT | BMW     | BMW RS 500            | 6e     | Freddie Frith, Norton CS1                  |         |
| IOMTT 1938 | Senior TT | BMW     | BMW RS 500            | 5e     | Harold Daniell, Norton 30M                 |         |
| IOMTT 1939 | Junior TT | Privé   | Velocette KTT Mk VIII | 30e    | Stanley Woods, Velocette KTT Mk VIII       |         |
| IOMTT 1939 | Senior TT | BMW     | BMW RS 500            | 2e     | Schorsch Meier, BMW RS 500                 |         |
| IOMTT 1947 | Senior TT | AJS     | AJS E90               | 14e    | Harold Daniell, Norton 30M                 |         |
| IOMTT 1948 | Junior TT | AJS     | AJS 7R                | 13e    | Freddie Frith, Velocette KTT Mk VIII       |         |
| IOMTT 1948 | Senior TT | AJS     | AJS E90               | DNF    | Artie Bell, Norton 30M                     |         |